# John Honner
John Honner (* 1968 Brno) je americký televizní a rozhlasový producent, publicista a zakladatel televizní společnosti Czech-American TV (CATVUSA), která formou televizních a online pořadů propaguje českou kulturu, historii a turistické regiony mezi zahraničními diváky, zejména v USA. Zároveň je John Honner bývalý český disident.

## Život
Honner se narodil v roce 1968 v Brně. Již od mládí se zajímal o rozhlasovou a televizní techniku. Během komunistického režimu upravoval přijímače a vyráběl antény pro příjem nerušeného západního rozhlasového vysílání (např. Radio Free Europe, BBC, Hlas Ameriky, Deustche Welle, Radio Canada) zejména pro své přátele. Po dokončení střední školy se aktivně zapojil do disidentského hnutí, kde vyvíjel aktivity ve snaze obnovit svobodu a demokracii v tehdejším Československu.
Byl spoluzakladatelem protikomunistické odbojové skupiny Moravská mládež, která vydávala vlastní samizdat a podílela se zejména na šíření nelegálních tiskovin a organizovala akce za propuštění politických vězňů. Přispíval také do exilových periodik a věnoval se fotodokumentaci protirežimních aktivit. Za svou činnost byl později oceněn Ministerstvem obrany ČR jako účastník třetího odboje.
Od roku 1988 do roku 1995 jako karikaturista kreslil a publikoval politické vtipy do samizdatu poté do novin, magazínů a časopisů.
Po roce 1989 se přestěhoval do Mnichova, kde pracoval pro bavorskou reklamní agenturu, lokální televizní studio i pro české televize. Pracoval v týmu zabývajícím se investigativními pořady. Dále působil jako novinář na volné noze. Roku 1999 se natrvalo usadil ve Spojených státech amerických, kde nejprve pracoval pro místní televize jako technik, střihač či kameraman. Angažoval se také v krajanském tisku a rozhlasu. Vystudoval zde televizní produkci a podařilo se mu získat licenci na provozování jeho televizních pořadů.
Od roku 2000 do roku 2002 byl Honner šéfredaktorem novin CS Daily Herald. Již od roku 2001 produkoval a vysílal ze Chicaga pravidelné rozhlasové pořady o české kultuře.

## Czech-American TV Herald
V roce 2003 Honner založil televizní společnost a nekomerční projekt Czech-American TV (CATVUSA), inspirovaný rakouským pořadem „Hello Austria, Hello Vienna“ a Rick Steves' Europe (Americký televizní dokumentární cestopisný pořad). Honnerův projekt se zaměřuje na prezentaci české kultury, historie, památek, měst a tradic pro anglicky mluvící publikum.
Pořady CATVUSA jsou vysílány v hlavních časech (prime time) na kabelových televizích v několika velkých amerických městech a dostupné také online. Vysílání je doplněno o rozsáhlý webový portál s více než 2000 stránkami a vzdělávacími projekty. CATVUSA má dnes přes 7 milionů domácností na kabelových televizí v USA a další diváky po celém světě díky streamingu.
Na chodu projektu se podílí profesionálové a dobrovolníci, včetně studentů a pedagogů z českých a amerických univerzit. Mezi partnery patří např. ČVUT, s nímž tým vyvíjí mobilní a televizní aplikace a také webový portál.

## Další aktivity
Honner je rovněž bývalý šéfredaktor, producent rozhlasových a podcastových pořadů a autor řady reportáží.
Pořádá přednášky a workshopy na českých a amerických vysokých školách, zaměřené na multimédia, marketing, cestovní ruch, kulturu, historii a genealogii.

## Ocenění
- Ocenění Ministerstva obrany ČR za aktivní účast v protikomunistickém odboji (2023)[4]
- Další česká a americká ocenění za přínos v oblasti médií a prezentace české kultury v zahraničí[9][10]
- Ocenění za propagaci jednotlivých měst a regionů ČR (například od Kutné Hory, Brna, regionu Slovácko a krajů: Karlovarského, Královéhradeckého, Plzeňského, Jihomoravského, Moravskoslezského a Zlínského)